# Oxytethya
Oxytethya is een geslacht van sponzen uit de klasse van de gewone sponzen (Demospongiae). 

## Soort
- Oxytethya mirabilis Sarà & Sarà, 2002